# Historia de Jamaica

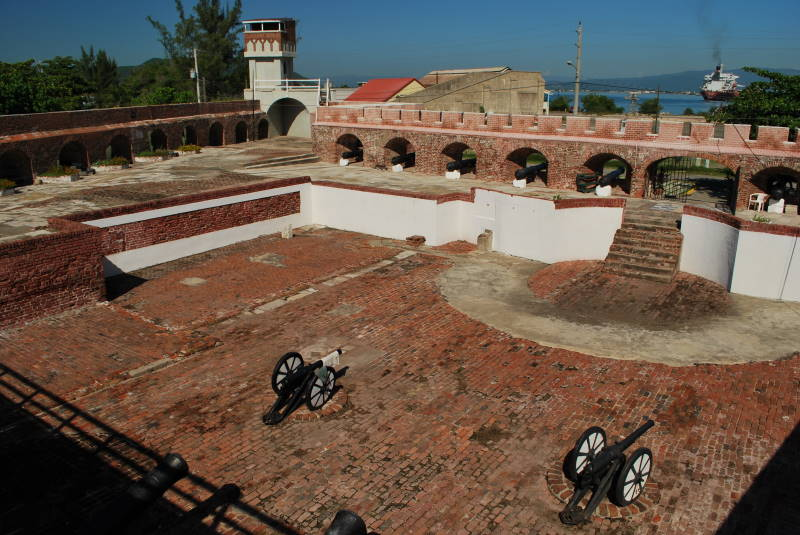
Fort Charles en Port Royal

La historia de Jamaica se refiere al periodo histórico de Jamaica. 

## Periodo precolombino
Antes de la llegada de Cristóbal Colón en 1492 la isla de Jamaica fue habitada por diversas tribus emigrantes de la zona del Caribe. Los últimos habitantes nativos fueron los Indios arawak o arahuacos. Estos pobladores provenían de gran parte de la raza arawak que había fallecido fundamentalmente por las enfermedades que llevaron consigo los españoles. 

## Jamaica española (1494-1655)

Jamaica fue descubierta el 3 de enero de 1494 durante el Segundo viaje de Colón

La isla de Jamaica fue mencionada con el nombre de Yamaye el 6 de enero de 1493 durante el Primer Viaje de Colón. Colón la descubrió el 3 de enero de 1494 en el gran Segundo Viaje y, durante el Cuarto Viaje (1503), su expedición pasó un año en Santa Gloria (actual Saint Ann's Bay) a causa de un naufragio, hasta ser rescatada desde La Española.
La primera población de Jamaica fue Sevilla La Nueva, fundada en 1509 por Juan de Esquivel. Fue además, una de las primeras poblaciones españolas en América. La abadía de Jamaica, dependiente del obispo de Santiago de Cuba, fue establecida en 1515. En 1520 Francisco de Garay fundó la villa de Santiago de la Vega (actual Spanish Town) cuyas mejores condiciones de salubridad y para la navegación supusieron el abandono de Sevilla La Nueva.
En 1534 se otorgó el marquesado de Jamaica a Luis Colón de Toledo, al tiempo que se disolvía el virreinato Colombino, al que había pertenecido Jamaica. Jamaica pasó a formar parte del virreinato de Nueva España y a estar bajo la jurisdicción de la Real Audiencia de Santo Domingo. Ante la usencia de minería, las explotaciones agropecuarias y el abastecimiento de los barcos para la Flota de Indias fueron las principales fuentes de riqueza de la isla. Las haciendas dependían de la importación de mano de obra esclava africana, ya que desde las leyes de Burgos (1512) la esclavitud indígena no estaba permitida.
Desde finales del siglo XVI, piratas, bucaneros y corsarios respaldados por Inglaterra, Francia o Provincias Unidas de Países Bajos realizaron incursiones en los territorios bajo soberanía española en lo que se conoce como la edad de oro de la piratería. Además, 1654 Oliver Cromwell emprendió la campaña militar del Western Design para invadir los territorios españoles en América y el ataque a la Flota del Tesoro. Finalmente, Jamaica fue invadida por Inglaterra en 1655 como solución al fracaso de la ambiciosa y gran expedición organizada para ocupar Santo Domingo (1655). Durante cinco años las tropas españolas y los líderes de los trescientos cimarrones maroons trataron de recuperar la soberanía de la isla. Pese a los refuerzos, como los del Tercio Mexicano, las sucesivas derrotas, falta de suministros y la traición de los palenques en 1660 supusieron el abandono definitivo de la isla. Entre españoles que negociaron su permanencia en Jamaica bajo soberanía inglesa se encontraban, además de los maroons, una pocas familias criptojudías de origen portugués.

## Colonia de Jamaica (1655-1962)

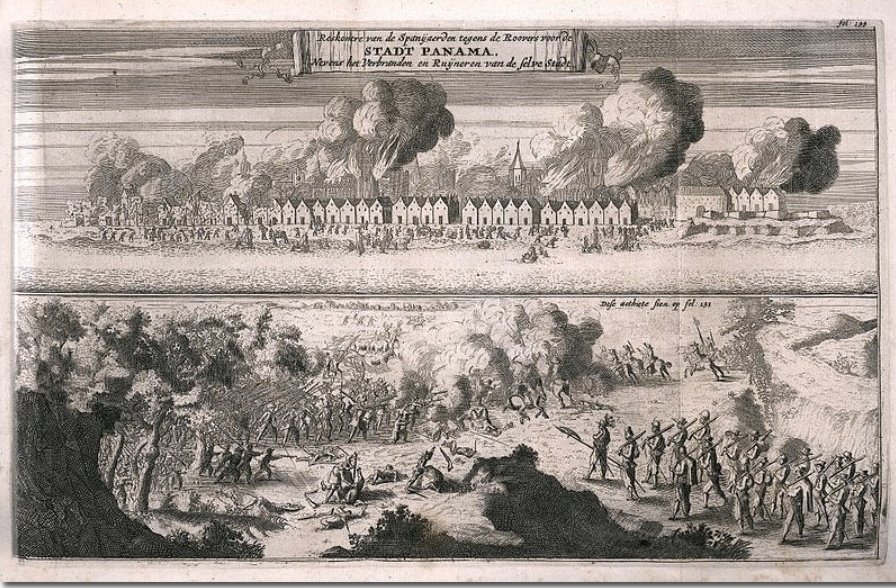
Saqueo de Panamá (1670) por Henry Morgan

En el año 1654 Oliver Cromwell emprendió la campaña militar del Western Design para la conquista de los territorios bajo soberanía española en América y del cargamento de la Flota de Indias en la bahía de Cádiz (España). Ante el fracaso de la ambiciosa ocupación de Santo Domingo (1655) comandada por el almirante William Penn y el general Robert Venables, la expedición se dirigió a la Jamaica española, un objetivo menor, para salvar ante Cromwell el fracaso de La Española. El 27 de mayo de 1655 culminó la invasión de Jamaica con la capitulación del gobernador español de Jamaica. La invasión de Jamaica dio lugar a la guerra anglo-española (1655-1660), durante la cual las tropas españolas trataron de reconquistar la isla, para ser finalmente derrotados con la decisiva adhesión de los maroons al gobernados inglés de Jamaica Edward D'Oyley. El tratado de Madrid (1670) reconoció la soberanía inglesa de Jamaica, dando lugar a la colonia de Jamaica.
Durante el último tercio del siglo XVII la isla de Jamaica se convirtió en la base de la piratería en el Caribe desde donde se llevaron a cabo el ataque a poblaciones y puertos españoles, así como un intenso contrabando de esclavos y cosas. En 1662 los piratas ingleses Christopher Myngs y Henry Morgan, junto al neerlandés Eduard Mansvelt, atacaron Santiago de Cuba (actual Cuba), habiendo participado también en el asalto al puerto de Campeche (actual México) y Cumaná, Puerto Cabello y Coro (actual Venezuela). Además, en 1668 Henry Morgan atacó la villa de Puerto Príncipe (Camagüey), internándose setenta kilómetros tierra adentro, con la devastación de la población y el ataque a sus vecinos. Morgan fue también enviado por el gobernador de Jamaica, en calidad de almirante de la flota, al saqueo de Panamá (actual Panamá) en 1670, causando tres mil muertos. También el cubano mulato Diego Grillo fue un pirata al servicio de Inglaterra conocido por su ataque al puerto de Nuevitas (actual Cuba).

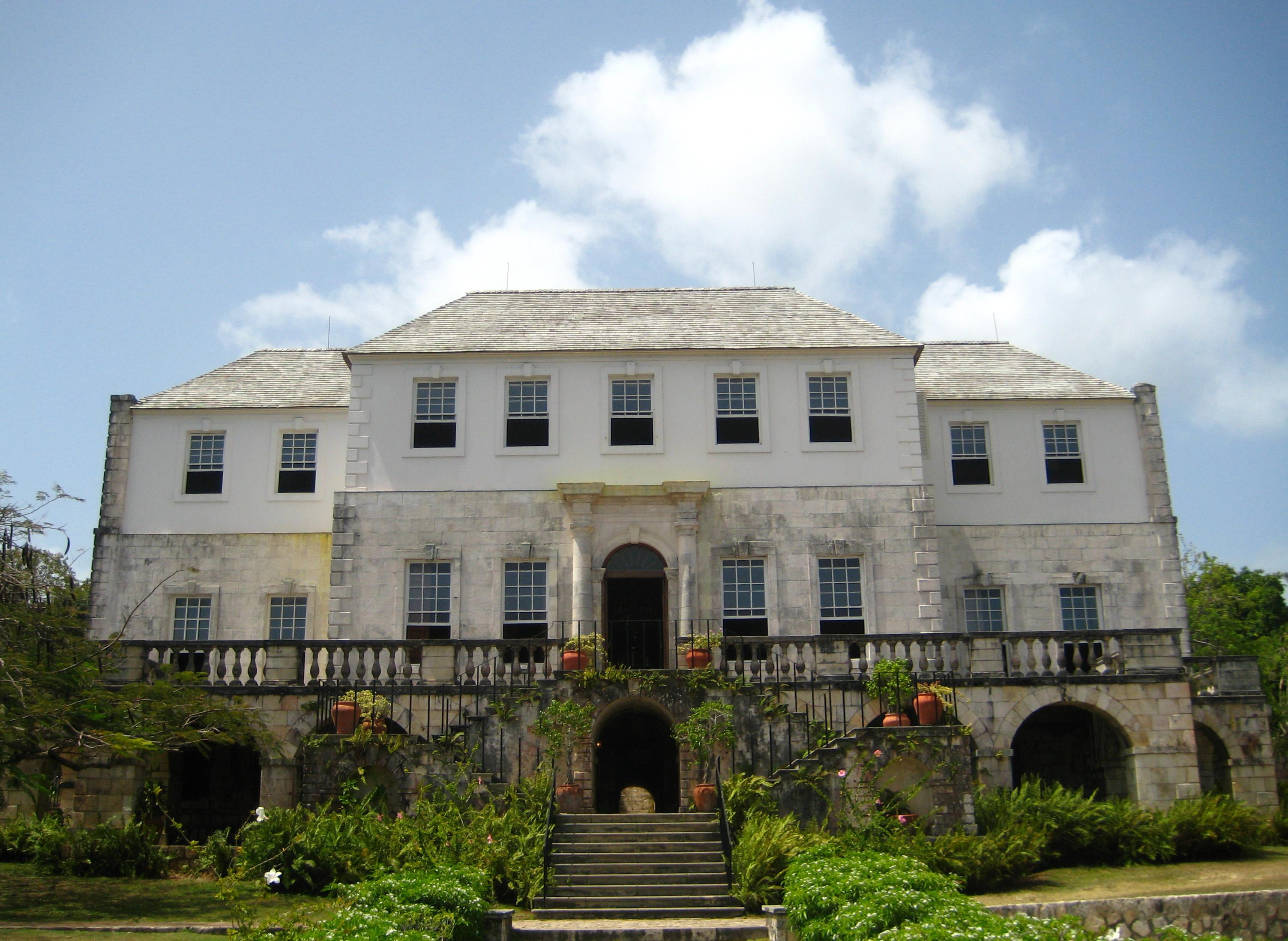
Casa grande de la plantación Rose Hall, después de su rehabiltación

Gracias al reconocimiento de las colonias inglesas americanas en el tratado de Madrid (1670), Inglaterra cesó de apoyar económica y políticamente a los piratas establecidos en Jamaica. En 1674 Carlos II de Inglaterra concedió el perdón real a Henry Morgan, al tiempo que le compensaba con el cargo de gobernador de Jamaica. La piratería como tal se desplazó a bases menores como isla Tortuga (actual Haití) u otros. En 1692 se produjo un terremoto que hundió Port Royal, población situada sobre un llano y alargado terreno que se internaba en la bahía de Kingston. La capital de Jamaica se trasladó entonces a Spanish Town.
A partir del siglo XVIII la colonia de Jamaica entró en auge gracias a la producción de caña de azúcar para el comercio monopolístico en con el imperio británico, en un sistema que empleaba intensivamente mano de obra africana en régimen de esclavitud. Se trató la segunda mayor productora de azúcar de América, y en el Caribe por detrás sólo del Saint-Domingue francés. Ente los mayores propietarios de fincas agrícolas para la producción de azúcar se encontró al propio Henry Morgan o Simon Taylor, entre otros. En 1762 los marinos, soldados y eslavos jamaiquinos participaron en la traumática Toma de La Habana a España, que forzó el final de la guerra anglo española con importantes consecuencias en América. Sin embargo, en 1783, durante la guerra de Independencia de los EE.UU., España y Francia planearon la reconquista de Jamaica en una expedición mandada por Bernardo de Gálvez, que sin embargo fracasó por la derrota de la flota francesa frente a Dominica. Con la pérdida de las colonias norteamericanas, Jamaica se convirtió en el territorio más importante de Reino Unido en América. En 1780 Jamaica fue la base desde la que partió la ambiciosa y fallida expedición a San Juan, destinada a una nueva incursión en los territorios hispanoamericanos con la ocupación de Granada (actual Nicaragua).
A principios del siglo XIX Jamaica albergó a los revolucionarios hispanoamericanos, a quienes apoyó interesadamente en las campañas militares de las guerras de independencia hispanoamericanas. Refugió a los participantes de la fallida Conspiración de Gual y España (1797) o al propio Simón Bolívar, quien escribiera la Carta de Jamaica (1815). A partir del último tercio del siglo, acogió asimismo a Antonio Maceo Grajales y otrosindependentistas cubanos y a numerosos exiliados de todas las nacionalidades americanas durante la inestabilidad política que caracterizó al siglo XIX.

Cortadores de caña de azúcar (1880) Colección Michael Graham-Stewart

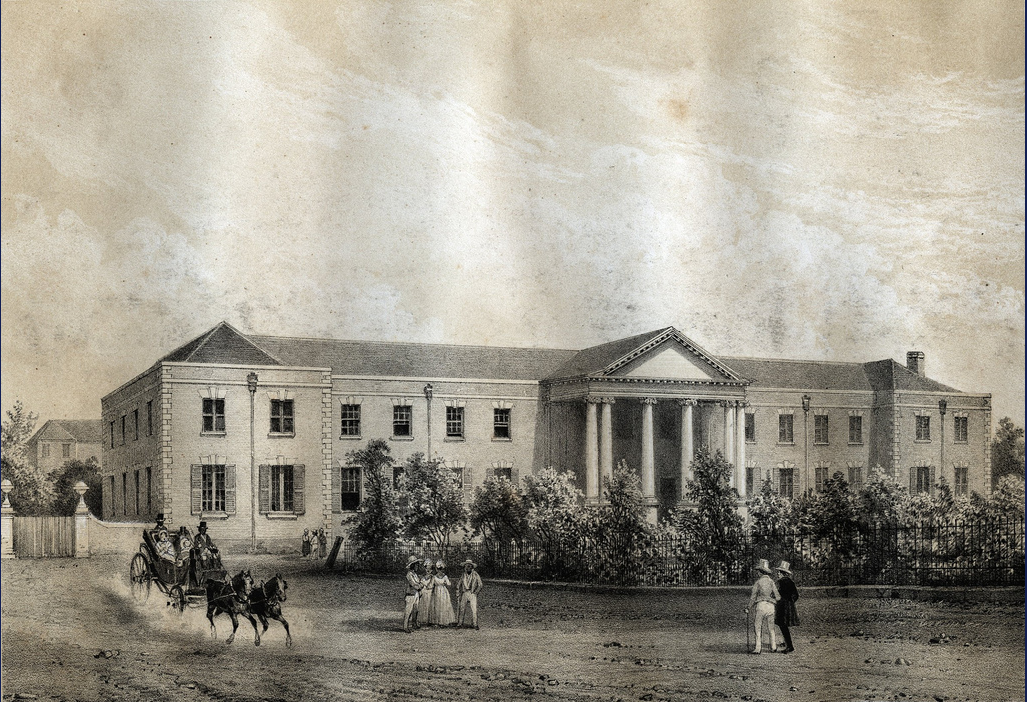
Kings House (1740) Spanish Town, fotografía de 1840. Actual residencia del gobernador general de Jamaica.

En el siglo XIX la colonia de Jamaica se convirtió una de las mayores productora de azúcar a nivel mundial, con aproximadamente 77.000 toneladas de azúcar anuales entre 1820 y 1824. Otros cultivos fueron el café y el pimiento. Las revueltas por mejores condiciones de trabajo fueron reprimidas violentamente, como en el caso de la revuelta encabezada por Samuel Sharp de 1831. En 1807 se había prohibido el comercio de esclavos entre las colonias inglesas en África y América y, en 1833 se produjo la abolición de la esclavitud en Reino Unido, que supuso las protestas de los productores de azúcar jamaiquinos, que temían declive económico de sus explotaciones. Tras la emancipación de doscientos cincuenta mil esclavos se produjo la importación de mano de obra en régimen de servidumbre procedente de la India británica, como también sucediera en la colonia de Trinidad y Tobago, pero también de la colonia de Sierra Leona. Sin embargo en Jamaica la propiedad continuó en manos de terratenientes por lo que la riqueza se concentraba en unas pocas sociedades y familias, a menudo residentes en Reino Unido. En 1865 Jamaica obtuvo la condición de Crown Colony que supuso mejoras en el gobierno local así como inversiones para paliar el declive económico de la isla. En 1872 se trasladó la capital desde Spanish Town a Kingston.
En 1907 se produjo un terremoto que resultó en más de ochocientos muertos y grandes destrozos en Kingston. A partir del último tercio del siglo se produjo el auge del cultivo y exportación de la banana, que continuó hasta la década de 1930, con más de veinte millones de bananas para la exportación por empresas norteamericanas como la United Fruit Company. Además, a principios del siglo XX más de diez mil jamaiquinos emigraron a Panamá para las obras de construcción del canal de Panamá.
Tras la Segunda Guerra Mundial y el inicio de los procesos de descolonización en todo el imperio británico se produjo la emigración de numerosos jamaiquinos hacia Reino Unido. En la década de 1950 se produjo el auge de la minería de bauxita en Saint Ann´s, impulsada por las empresas canadiense Alcan, Reynolds, y Kaiser. La minería se convirtió en el principal sector económico de la isla, aportando casi el 10% del PIB en 1965. En 1958 Jamaica se incorporó a la Federación de las Indias Occidentales, hasta 1961.

## Jamaica (1962-actualidad)

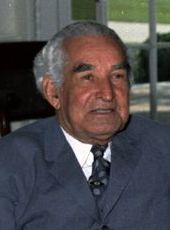
Sir Alexander Bustamante, primer ministro de Jamaica

En mayo de 1960, Alexander Bustamante, líder del JLP (Jamaican Labour Party, o Partido Jamaicano del Trabajo) promovió la salida de Jamaica de la Federación de las Indias Occidentales. El partido que estaba en el poder, el People's National Party convocó un referéndum en el que se votaba la independencia. El 6 de agosto de 1962, Jamaica alcanzaba su independencia. Alexander Bustamante se convirtió en el primer ministro de Jamaica, y se unió a la Mancomunidad de Naciones, una organización que agrupa a las antiguas colonias británicas. Jamaica sigue siendo un reino de la Commonwealth, con el monarca británico Carlos III, que queda como Rey de Jamaica y jefe del estado.

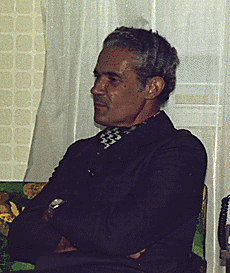
Michael Manley prime ministro de Jamaica en dos mandatos (1972-1980 y 1989-1992)

Desde entonces la historia política de la isla ha sido bastante convulsa. Entre 1970 y 1980 las disputas políticas entre el PNP de Michael Manley y el JLP de Edward Seaga resultaron en enfrentamientos violentos entre ambas facciones, cuyo trasfondo era el control de los recursos mineros de bauxita en el contexto de la guerra fría y las balanza internacional de poder entre la Commonwealth, los Estados Unidos y la Unión Soviética. La crisis del petróleo de la década de 1970 afectó negativamente a Jamaica, encareciendo las importaciones de productos manufacturados. 
En la actualidad (2024) Jamaica es el sexto país más pobre de América por RNB, además mantiene unos altos índices de criminalidad, situándose entre los países más peligrosos de América y el mundo.